# William Parra
William Parra Sinisterra (El Charco, 1º marzo 1995) è un calciatore colombiano, centrocampista del Real Estelí.

## Caratteristiche tecniche
È un centrocampista centrale.

## Carriera
Cresciuto nel settore giovanile dell'Independiente Medellín, ha esordito in prima squadra il 24 luglio 2014 disputando l'incontro della Copa Colombia vinto 2-0 contro l'Envigado.
Il 17 agosto 2019 è stato ceduto in prestito all'HJK.

## Statistiche
Statistiche aggiornate al 19 giugno 2019.

### Presenze e reti nei club
| Stagione        | Squadra                | Campionato      | Campionato | Campionato | Coppe nazionali | Coppe nazionali | Coppe nazionali | Coppe continentali | Coppe continentali | Coppe continentali | Altre coppe | Altre coppe | Altre coppe | Totale | Totale | Totale |
| Stagione        | Squadra                | Comp            | Pres       | Reti       | Comp            | Pres            | Reti            | Comp               | Pres               | Reti               | Comp        | Pres        | Reti        | Pres   | Reti   |        |
| --------------- | ---------------------- | --------------- | ---------- | ---------- | --------------- | --------------- | --------------- | ------------------ | ------------------ | ------------------ | ----------- | ----------- | ----------- | ------ | ------ | ------ |
| 2014            | Independiente Medellín | A               | 1          | 0          | CC              | 5               | 0               |                    | -                  | -                  |             | -           | -           | 6      | 0      |        |
| 2015            | Independiente Medellín | A               | 0          | 0          | CC              | 2               | 0               |                    | -                  | -                  |             | -           | -           | 2      | 0      |        |
| 2016            | Independiente Medellín | A               | 17         | 0          | CC              | 8               | 0               | CS                 | 3                  | 0                  |             | -           | -           | 28     | 0      |        |
| 2017            | La Equidad             | A               | 11         | 0          | CC              | 1               | 0               |                    | -                  | -                  |             | -           | -           | 12     | 0      |        |
| 2018            | Independiente Medellín | A               | 24         | 0          | CC              | 0               | 0               | CS                 | 0                  | 0                  |             | -           | -           | 24     | 0      |        |
| 2019            | Independiente Medellín | A               | 8          | 0          | CC              | 0               | 0               | CL                 | 2                  | 0                  |             | -           | -           | 10     | 0      |        |
| Totale carriera | Totale carriera        | Totale carriera | 61         | 0          |                 | 16              | 0               |                    | 5                  | 0                  |             | -           | -           | 82     | 0      |        |

## Palmarès

### Club
- Campionato colombiano: 1

Independiente Medellín: 2016-I